# Lamprolabus bihastatus
Lamprolabus bihastatus is een keversoort uit de familie bladrolkevers (Attelabidae). De wetenschappelijke naam van de soort werd in 1892 gepubliceerd door Frivaldsky.